# Isaac Tichenor
Isaac Tichenor (Newark, 1754. február 8. – Bennington, 1838. december 11.) az Amerikai Egyesült Államok szenátora (Vermont, 1796–1797 és 1815–1821).